# FN's menneskerettighedsråd
FN's menneskerettighedsråd, forkortet UNHRC, er et organ under De forenede nationer, som har som formål at udbrede og styrke menneskerettighederne. Organet overtog efter FN's menneskerettighedskommission, som ofte blev kritiseret for at inkludere stater, som ikke kunne garantere menneskerettighederne for sine egne borgere.

## Oprettelse
FN's generalforsamling vedtog at oprette rådet den 15. marts 2006. Resolutionen fik støtte fra 170 af FN's 191 medlemslande. Kun Israel, Marshalløerne, Palau og USA stemte mod oprettelsen af rådet, mens Hviderusland, Iran og Venezuela afstod fra at stemme og syv andre stater (Centralafrikanske Republik, Nord-Korea, Ækvatorial-Guinea, Georgien, Kiribati, Liberia og Nauru) udeblev fra afstemningen.

## Medlemmer
Rådet har 47 medlemmer, som fordeles således på følgende områder: 13 for Afrika, 13 for Asien, seks for Østeuropa, otte for Latin-Amerika og de karibiske stater, og syv for Vesteuropa og andre. Alle medlemmer skal vælges af et flertal af generalforsamlingens medlemmer, de skal altså have mindst 96 stemmer. Medlemmerne vælges for perioder af tre år sådan at cirka en tredjedel er på valg hvert år. Der er mulighed for genvalg.

## Kontroverser
Årlig, senest i 2010, har rådet vedtaget en resolution som søger at forbyde blasfemi ("Defamation of religion"). Norge har jævnlig sat sig imod, at ideer beskyttes frem for personers menneskerettigheder.